# Harald Rofner
Harald Rofner (* 2. März 1948 in Zams) ist ein ehemaliger österreichischer Skirennläufer. Er wurde zweimal österreichischer Meister im Slalom und belegte drei Podestplätze im Skiweltcup.

## Biografie
Harald Rofner ist der Neffe von Josef und Franz Gabl und Cousin der Skirennläuferin Gertrud Gabl und des Meteorologen Karl Gabl. Harald Rofners Vater nahm früher ebenfalls an Skirennen teil. So kam auch Harald Rofner selbst schon früh zum Skisport. 1967 wurde der Tiroler Österreichischer Juniorenmeister in der Abfahrt. Im weiteren Verlauf seiner Karriere war er vor allem in den technischen Disziplinen Slalom und Riesenslalom erfolgreich. Im Winter 1968 wurde Rofner ins Nationalteam des Österreichischen Skiverbandes aufgenommen und er erreichte seine ersten Podestplätze bei FIS-Rennen: In Åre wurde er Zweiter im Slalom und in der Kombination, in Chamonix wurde er Dritter im Slalom der Arlberg-Kandahar-Rennen.
Im Weltcup startete Rofner ab der Saison 1968/69. Gegen Ende des Winters kam er mit Rang zehn im Slalom von Mont Sainte-Anne erstmals in die Punkteränge. In der Saison 1969/70 kam er insgesamt fünfmal unter die besten zehn und mit Platz vier im Slalom von Madonna di Campiglio sicherte er sich auch einen Startplatz für die Weltmeisterschaften 1970 in Gröden. Dort schied er aber bereits im ersten Slalomdurchgang aus. Zu Saisonende erreichte er in Voss einen weiteren vierten Platz im Slalom.
Im Jänner 1971 gelangen Rofner seine ersten Weltcup-Podestplätze. Im Slalom von St. Moritz kam er mit nur vier Hundertstel Sekunden Rückstand auf den US-Amerikaner Tyler Palmer auf den zweiten Platz, eine Woche später belegte er in Kitzbühel Rang drei. Damit erreichte er in der Saison 1970/71 als bester Österreicher den fünften Platz im Slalomweltcup. Bei den österreichischen Meisterschaften wurde er zum zweiten Mal in Folge Staatsmeister im Slalom. Die Saison 1971/72 begann Rofner mit dem dritten Platz im Slalom der Arlberg-Kandahar-Rennen in Sestriere. Danach kam er aber nicht mehr unter die besten zehn und versäumte dadurch die Olympischen Spiele. Schließlich verlor er auch seinen Platz in der Weltcupgruppe und er musste im Europacup starten. Im Winter 1972/73 konnte er zwar einen Europacup-Riesenslalom gewinnen, die Rückkehr in die Weltcupmannschaft gelang ihm aber nicht.
1973 beendete Rofner seine Karriere bei den Amateuren und er wechselte zu den Profirennen in die USA, an denen er bis 1975 teilnahm. Nach seiner aktiven Karriere leitete Rofner bis 1992 die Skischule in St. Anton am Arlberg.

## Erfolge

### Weltcup
- Saison 1969/70: 9. Slalomwertung
- Saison 1970/71: 5. Slalomwertung
- Drei Podestplätze, weitere neunmal unter den besten zehn

### Europacup
- Ein Sieg (Riesenslalom in Obertauern 1973) und ein zweiter Platz

### Österreichische Meisterschaften
- Österreichischer Meister im Slalom 1970 und 1971